# NGC 4782
NGC 4782 é uma galáxia elíptica (E) localizada na direcção da constelação de Corvus. Possui uma declinação de -12° 34' 09" e uma ascensão recta de 12 horas, 54 minutos e 35,8 segundos.
A galáxia NGC 4782 foi descoberta em 27 de Março de 1786 por William Herschel.